# Давтян, Артур Саркисович
 Артур Саркисович Давтян  (род. 8 декабря 1978 года, с. Ором, Ширакская область, Армянская ССР) — армянский государственный деятель, юрист. Генеральный прокурор Республики Армения с 15 сентября 2016 года. Советник юстиции первого класса. Кандидат юридических наук.

## Биография
Родился 8 декабря 1978 года в селе Ором Ширакской области.
В 1995—1999 годах учился в Ереванском государственном университете на бакалавриате, в 1999—2001 годах — в магистратуре, в 2001—2004 годах — в аспирантуре того же университета.
В 2000—2006 годах работал преподавателем на кафедре уголовного судопроизводства и криминалистики Ереванского государственного университета.
В 2006—2007 годах был прокурором департамента по надзору за законностью расследования и предварительным расследованием Генеральной прокуратуры Армении.
В 2007—2008 годах был старшим прокурором департамента по делам преступлений, направленных против прав человека, Генеральной прокуратуры Республики Армения. В 2008—2012 годах был заместителем начальника этого же департамента.
В 2012—2013 был прокурором административного округа Шенгавит в Ереване.
В 2013—2016 годах был прокурором города Ереван.
22 июня 2016 года Президент Армении назначил Давтяна заместителем генерального прокурора Республики Армения.
15 сентября 2016 года Национальное собрание Армении назначило Давтяна генеральным прокурором Республики Армения.
По состоянию на 2019 год, преподавал во «Французском университете в Армении», «Ереванском государственном педагогическом университете».
По состоянию на 2019 год, был женат, имел двух детей.

## Награды
Имеет ведомственные награды от председателя Национального собрания Республики Армения, от премьер-министра Республики Армения и другие.
29 декабря 2017 года Указом Президента Республики Армения «за значительный вклад в дело укрепления законности и правопорядка в Республике Армения» был награждён медалью «За заслуги перед отечеством» первой степени.